# 吳節 (景泰三甲進士)
吳節（1430年—？年），字行儉，四川眉州人，明朝政治人物。

## 生平
九月十八日生，行三。由州學生中式四川鄉試第二名舉人，會試中式第五十六名。年二十五歲中式景泰五年甲戌科第三甲第一百六十名進士。成化初任岳州府知府，八年二月旌表異政，賜给诰敕。十二年十二月升河南右参政，十七年六月升河南右布政使，十八年十二月进左布政，二十二年十月升都察院右副都御史、巡抚山东，弘治元年（1488年）闰正月被弹劾致仕。

## 家族
曾祖吳興文；祖吳則昭；父吳文政，贈監察御史；母劉氏（贈孺人）。永感下，妻周氏，兄中（監察御史）；昇，弟式。